# フランク・ロス・マッコイ
フランク・ロス・マッコイ（Frank Ross McCoy, 1874年10月29日 - 1954年6月4日）は、アメリカ合衆国の軍人。アメリカ陸軍の将校として、米西戦争や第一次世界大戦期に従軍したほか、1923年の関東大震災では救援作戦の指揮を執り、1932年にはリットン調査団にアメリカ代表として参加した。1938年に陸軍を退役し、後に外交政策協会会長や極東委員会議長を務めた。

## 経歴
1874年、ペンシルベニア州ルイスタウンにて生を受ける。18世紀頃に渡米した北アイルランド系移民の家系であった。父トーマス・フランクリンは米墨戦争および南北戦争に従軍した復員兵で、また祖先を辿ると多くのアメリカ独立戦争従軍者がいた。父の軍歴に憧れたフランクは両親の反対を受けつつも軍人を志し、1893年6月に陸軍士官学校に進学した。

### 軍歴

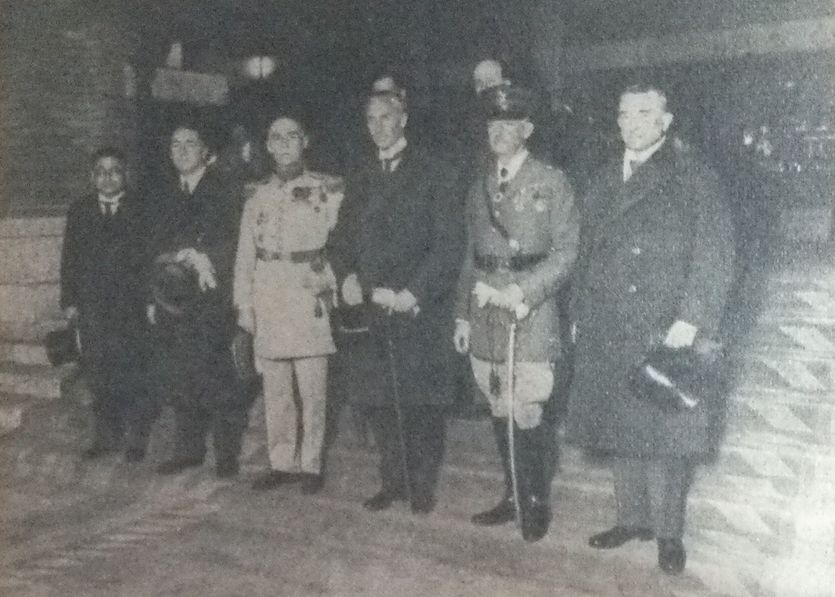
訪日したリットン調査団（1932年）。右から2番目の米将校がマッコイ

1897年に陸軍士官学校を卒業して騎兵少尉に任官する。最初の配属先は第8騎兵連隊だった。その後は第7騎兵連隊にも務めた。
米西戦争勃発後には第10騎兵連隊に配属され、1898年6月にキューバ戦線へと派遣された。7月1日、サン・ファン・ヒルの戦いにて負傷。回復後は本土にて連隊に復帰する。終戦後の1899年4月、再び第10騎兵連隊はキューバへと派遣された。その後、キューバ軍政長官レオナルド・ウッド少将の副官に任命され、財政政策に関する業務を担当した。1902年、セオドア・ルーズベルト大統領の顧問の1人に選ばれる。1903年8月から1906年2月、ミンダナオ軍管区長兼モロ州知事に就任したウッドのもとで副官を務める。この間、アメリカ軍が長らく追っていたモロ族の指導者ダツ・アリ（Datu Ali）を倒したマララグ川の戦い（1905年）など、敵対的なモロ族勢力との戦闘を指揮した。1906年中頃に帰国した後、キューバ暫定知事を兼任していたウィリアム・タフト陸軍長官の顧問を経て、12月からはルーズベルト大統領付の上級顧問に指名され、1908年まで務めた。この時期には第14騎兵連隊に所属を移していた。1907年10月から1908年11月まで陸軍戦争大学に出席。卒業後は第3騎兵連隊に勤務。1911年から戦争省参謀本部（General Staff）に勤務。1914年6月から東部軍管区司令官となっていたウッドの元で副官を務め、その後は第3騎兵連隊に戻ってアメリカ＝メキシコ国境の警備任務に従事した。
1917年にはメキシコシティに派遣され軍事顧問を務めていたが、アメリカの第一次世界大戦参戦を経て、マッコイもヨーロッパに派遣されるアメリカ外征軍（AEF）に参加することとなった。AEFにおける彼の職は、ジェームズ・ハーボードAEF参謀長付副官兼AEF司令部付参謀本部事務官だった。その後、第165歩兵連隊や第63歩兵旅団などを率いて各地の激戦に参加。
1917年には書籍『Principles of Military Training』を執筆した。
1918年11月の休戦後はAEF輸送責任者（Director of Transportation）などを務めた。1919年、ハーボード大将率いるアルメニアへの軍事使節団にて参謀長に指名された（ハーボード委員会）。11月に帰国した後、本土各地で参謀将校として勤務した。1921年にはフィリピン諸島特別調査団の一員としてフィリピンに派遣され、フィリピン軍政長官となっていたウッド将軍の元で民生担当技術顧問に指名された。
1923年9月に日本で発生した関東大震災に際し、アメリカ救済委員会の委員長として訪日。救援作戦の指揮を執った。1925年に帰国した後、本土にて第3歩兵旅団および第1野戦砲兵旅団の指揮を執る。
その後、カルビン・クーリッジ大統領の命を受けた特別代表兼選挙監督としてニカラグアに派遣され、帰国後の1929年にはボリビア・パラグアイ査問委員会（Commission of Inquiry and Conciliation, Bolivia and Paraguay）にて議長を務めた。同年9月には少将に昇進し、第4軍団管区司令官に就任。1932年2月、ハーバート・フーヴァー大統領による指名を受けて満州事変に関する調査を担当するリットン調査団にアメリカ代表として参加。1933年に帰国した後には第1騎兵師団長を務める。1933年10月から第7軍団管区司令官を務め、1935年2月には第6軍団管区司令官兼第2軍司令官に就任。1936年5月からは第2軍団管区司令官を務め、1938年1月からは第1軍司令官を兼任。そしてジェームズ・K・パーソンズ将軍に司令官職を引き継いだ後、同年10月31日に陸軍を退役した。

### 退役後
1939年9月、ヘンリー・スティムソン陸軍長官の推薦を受けて外交政策協会会長に就任。1941年には真珠湾攻撃に関する調査を担当したロバーツ委員会にて委員を務めた。1942年には東海岸に潜水艦で上陸したナチス・ドイツ工作員らの処分に関する軍事委員会の議長を務めた。1943年には陸軍省調達審査委員会の議長を務めた。また、終戦後の1945年からは極東委員会議長を務めた。
1954年6月4日、ウォルター・リード陸軍医療センターにて死去。

## 受章
マッコイはアメリカ軍人として、陸軍殊勲章、2つのサイテーション・スターを受章している。

## その後

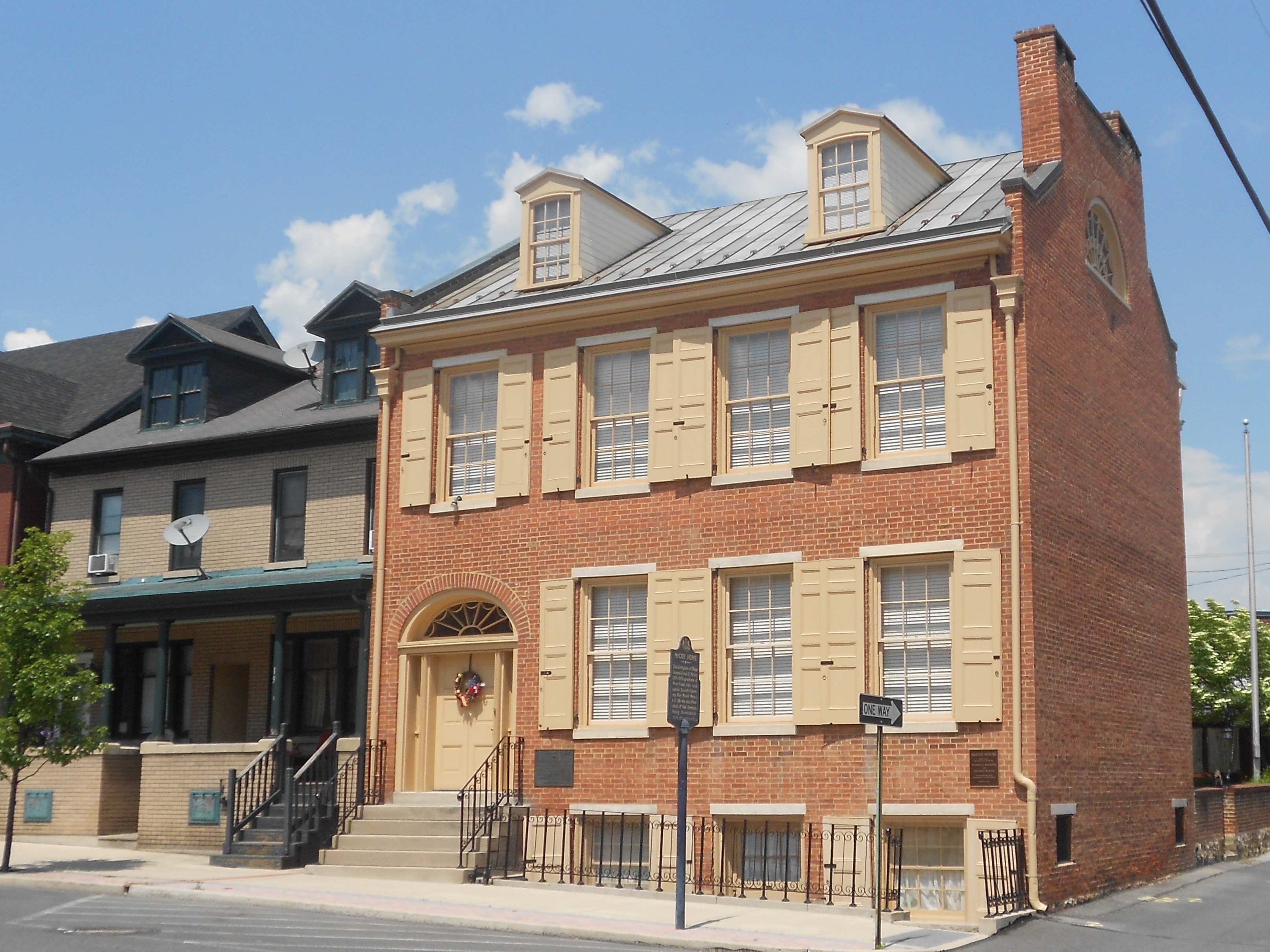
マッコイハウス

1973年、彼の生家がマッコイハウスとして歴史登録財に指定された。
彼の著作物はアメリカ議会図書館に所蔵されている。